# Piaski (powiat garwoliński)
Piaski – wieś sołecka w Polsce, położona w województwie mazowieckim, w powiecie garwolińskim, w gminie Górzno.
| SIMC    | Nazwa      | Rodzaj    |
| ------- | ---------- | --------- |
| 0671846 | Tomaszówka | część wsi |
| 0671852 | Zagórze    | część wsi |

W latach 1975–1998 miejscowość należała administracyjnie do województwa siedleckiego.
Wierni Kościoła rzymskokatolickiego należą do parafii św. Jana Chrzciciela w Górznie.